# 完顏石柱
完颜石柱（？—1283年），元朝将领。女真人，完颜氏。同州管民达鲁花赤兼征行千户完颜拿住之子。
蒙哥时，袭父职为征行千户，为同州管民达鲁花赤，总管八都军。1259年，跟随忽必烈征合剌章，跟随都元帅纽璘攻打马湖江。中统二年（1261年），升为征行万户。次年，跟随都元帅帖哥攻打嘉定。至元四年（1267年），在九顶山击败南宋军。至元五年（1268年），攻泸州水寨、五获寨，渡马湖江，击败宋兵。后跟随行省也速答兒攻克建都、攻嘉定、泸州、重庆等地，有战功。至元十四年（1277年），担任昭勇大将军。至元十六年（1279年），授四川东道宣慰使。次年，改为镇国上将军、四川西道宣慰使，总管随路八都万户。至元二十年（1283年），官至四川行省参知政事。